# 羅貝托帕揚
羅貝托帕揚是哥倫比亞的城鎮，位於該國西南部，由納里尼奧省負責管轄，距離首府帕斯托250公里，始建於1730年，面積1,179平方公里，海拔高度36米，2005年人口17,286。
2°04′00″N 78°08′00″W / 2.06667°N 78.1333°W